# Миролюбненська сільська рада
Миролю́бненська сільська́ ра́да — адміністративно-територіальна одиниця та орган місцевого самоврядування у Старокостянтинівському районі Хмельницької області. Адміністративний центр — село Миролюбне.

## Загальні відомості
Миролюбненська сільська рада утворена в 1928 році.
- Територія ради: 78,943 км²
- Населення ради: 2 662 особи (станом на 2001 рік)
- Територією ради протікає річка Іква

## Населені пункти
Сільській раді підпорядковані населені пункти:
- с. Миролюбне
- с. Верхняки
- с. Морозівка
- с. Новоселиця
- с. Підгірне

## Склад ради
Рада складалася з 18 депутатів та голови.
- Голова ради: Катренюк Іван Олексійович
- Секретар ради: Романюк Наталія Володимирівна

### Керівний склад попередніх скликань
| Прізвище, ім'я, по батькові | Основні відомості                                                 | Дата обрання | Дата звільнення |
| --------------------------- | ----------------------------------------------------------------- | ------------ | --------------- |
| Мельник Валерій Іванович    | Сільський голова, 1965 року народження, безпартійний              | 26.03.2006   | 31.10.2010      |
| Катренюк Іван Олексійович   | Сільський голова, 1952 року народження, освіта вища, безпартійний | 31.10.2010   |                 |

Примітка: таблиця складена за даними сайту Верховної Ради України

### Депутати
За результатами місцевих виборів 2010 року депутатами ради стали:

#### За суб'єктами висування
| Суб'єкт висування                                                                    | Кількість обраних депутатів | %    |
| ------------------------------------------------------------------------------------ | --------------------------- | ---- |
| Самовисування                                                                        | 10                          | 55,6 |
| Народна партія                                                                       | 4                           | 22,2 |
| Партія регіонів                                                                      | 2                           | 11,1 |
| Політична партія «УДАР (Український Демократичний Альянс за Реформи) Віталія Кличка» | 2                           | 11,1 |

#### За округами
| № округу                                                                             | Прізвище, ім'я, по батькові      | Дата визнання обраним | Освіта  | Партійна приналежність                                                                     | Відомості про обраного депутата                              |
| ------------------------------------------------------------------------------------ | -------------------------------- | --------------------- | ------- | ------------------------------------------------------------------------------------------ | ------------------------------------------------------------ |
| Народна Партія                                                                       |                                  |                       |         |                                                                                            |                                                              |
| 2                                                                                    | Дацюк Тамара Олександрівна       | 04.11.2010            | середня | член Народної партії                                                                       | Бібліотека с. Миролюбне, бібліотекар                         |
| 11                                                                                   | Шевчук Володимир Вікторович      | 04.11.2010            | середня | член Народної партії                                                                       | Енселко, охоронець                                           |
| 14                                                                                   | Ковпак Віктор Анатолійович       | 04.11.2010            | вища    | член Народної партії                                                                       | Новоселицький ПАЛ, заступник директора по НВР                |
| 15                                                                                   | Романюк Наталія Володимирівна    | 04.11.2010            | середня | член Народної партії                                                                       | Новоселицький ПАЛ, інспектор по кадрах                       |
| Партія регіонів                                                                      |                                  |                       |         |                                                                                            |                                                              |
| 6                                                                                    | Косюк Олександр Вікторович       | 04.11.2010            | вища    | позапартійний                                                                              | ФГ «Власник», управляючий                                    |
| 18                                                                                   | Якимчук Оксана Василівна         | 04.11.2010            | вища    | член Партії регіонів                                                                       | ДНЗ «Сонечко» с. Підгірне, вихователь                        |
| Політична партія «УДАР (Український Демократичний Альянс за Реформи) Віталія Кличка» |                                  |                       |         |                                                                                            |                                                              |
| 10                                                                                   | Антонішина Інна Вікторівна       | 04.11.2010            | вища    | член Політичної партії «УДАР (Український Демократичний Альянс за Реформи) Віталія Кличка» | ПП «Гетьман», секретар-ком'ютерник                           |
| 12                                                                                   | Крисько Олександр Васильович     | 04.11.2010            | середня | член Політичної партії «УДАР (Український Демократичний Альянс за Реформи) Віталія Кличка» | Морозівська загальноосвітня школа І-ІІІ ст., слюсар-кочегар  |
| Самовисування                                                                        |                                  |                       |         |                                                                                            |                                                              |
| 1                                                                                    | Мілецька Леся Михайлівна         | 04.11.2010            | середня | позапартійна                                                                               | фельдшерсько-акушерський пункт, зав. ФАП                     |
| 3                                                                                    | Вознюк Інна Василівна            | 04.11.2010            | середня | позапартійна                                                                               | Відділення зв'язку, зав відділенням зв'язку                  |
| 4                                                                                    | Валащук Надія Семенівна          | 04.11.2010            | вища    | позапартійна                                                                               | Миролюбненська загальноосвітня школа І-ІІІ ст., вчитель      |
| 5                                                                                    | Грабчук Микола Олексійович       | 04.11.2010            | середня | позапартійний                                                                              | Миролюбненська загальноосвітня школа І-ІІІ ст., оператор     |
| 7                                                                                    | Тимощук Поліна Володимирівна     | 04.11.2010            | середня | позапартійна                                                                               | Миролюбленська сільська рада, соціальний педагог             |
| 8                                                                                    | Гладчук Василь Іванович          | 04.11.2010            | вища    | позапартійний                                                                              | Новоселицький ПАЛ, викладач                                  |
| 9                                                                                    | Соломюк Ірина Олексіївна         | 04.11.2010            | середня | позапартійна                                                                               | Миролюбленська сільська рада, касир                          |
| 13                                                                                   | Пахарчук Леонід Іванович         | 04.11.2010            | середня | позапартійний                                                                              | РМС с. Новоселиця, технік-рибовод                            |
| 16                                                                                   | Мельник Марія Василівна          | 04.11.2010            | середня | позапартійна                                                                               | Миролюбленська сільська рада, секретар                       |
| 17                                                                                   | Соколовська Галина Володимирівна | 04.11.2010            | вища    | позапартійна                                                                               | Підгірнянська загальноосвітня школа І-ІІ ст., директор школи |